# Parabuthus pallidus
Espèce
Synonymes
- Parabuthus mixtus Borelli, 1925
- Parabuthus zavattarii Caporiacco, 1939
- Parabuthus mixtus obscurior Caporiacco, 1941
- Riftobuthus inexpectatus Lourenço, Duhem & Cloudsley-Thompson, 2010

Parabuthus pallidus est une espèce de scorpions de la famille des Buthidae.

## Distribution
Cette espèce se rencontre  en Éthiopie, en Somalie, au Kenya et en Tanzanie,.

## Description
Le mâle syntype mesure 66 mm.
Parabuthus pallidus mesure de 45 à 90 mm.

## Publication originale
- Pocock, 1895 : « On the Arachnida and Myriapoda obtained by Dr. Anderson's collector during Mr. T. Bent’s expedition to the Hadramaut, South Arabia; with a supplement upon the scorpions obtained by Dr. Anderson in Egypt and the Eastern Soudan. » Journal of the Linnaean Society, vol. 25, p. 292–316 (texte intégral).